# Mesochorus nuncupator
Mesochorus nuncupator är en stekelart som först beskrevs av Georg Wolfgang Franz Panzer 1800.  Mesochorus nuncupator ingår i släktet Mesochorus och familjen brokparasitsteklar. Arten är reproducerande i Sverige. Inga underarter finns listade i Catalogue of Life.